# Fluffernutter
Il fluffernutter è un sandwich fatto con burro di arachidi e crema di marshmallow spalmati su pancarré. Alcune variazioni del sandwich includono l'utilizzo di altri tipi di pane e l'aggiunta di vari ingredienti dolci o salati. Il termine "fluffernutter" può anche essere usato per descrivere altri prodotti alimentari, principalmente dolci, che incorporano burro di arachidi e crema di marshmallow.
Il panino venne creato all'inizio del XX secolo, dopo che la crema al marshmallow venne inventata nel Massachusetts. Durante la prima guerra mondiale, fu pubblicata una ricetta per un panino al burro di arachidi e marshmallow, il primo esempio conosciuto del sandwich. Il termine "fluffernutter" venne concepito da un'agenzia pubblicitaria negli anni sessanta come un modo più efficace di commercializzare il sandwich.
Il panino è particolarmente popolare nella Nuova Inghilterra, specialmente a Somerville, ed è stato proposto come sandwich ufficiale dello stato del Massachusetts.

## Ricetta
Il fluffernutter si prepara spalmando del burro di arachidi su una fetta di pancarré e distribuendo una quantità uguale di crema di marshmallow su un'altra fetta. Successivamente, i due pezzi di pane vengono uniti per formare un sandwich. Le varianti della ricetta includono l'uso del pane di grano al posto di quello in cassetta, l'aggiunta della Nutella, che può talvolta sostituire il burro di arachidi, e l'aggiunta di ingredienti come banane o la pancetta. Il fluffernutter viene spesso visto come una variazione del sandwich con il burro di arachidi e gelatina. Sebbene sia spesso visto come cibo per i bambini, il Fluffernutter è stato a qualche volta adattato per attirare i gusti degli adulti. Il termine "fluffernutter" è stato anche usato per descrivere degli alimenti che contengono burro di arachidi e crema di marshmallow fra cui biscotti e cupcake.

## Storia
La crema di marshmallow, ovvero uno degli ingredienti principali per la preparazione di un fluffernutter, fu inventata nel 1913 da Amory ed Emma Curtis di Melrose (Massachusetts), che crearono una Snowflake Marshmallow Creme. Quattro anni più tardi, Archibald Query di Somerville inventò la Marshmallow Fluff: marchio di crema al marshmallow destinato a divenire fra i più popolari negli USA. Durante la prima guerra mondiale, Emma Curtis pubblicò una ricetta per preparare il Liberty Sandwich, che consisteva in burro di arachidi e Snowflake Marshmallow Creme su pane d'orzo. La pubblicazione di tale ricetta, che venne pubblicata in un opuscolo promozionale inviato ai clienti di Curtis nel 1918, avrebbe rappresentato l'atto di nascita del sandwich fluffernutter. Le etichette e gli opuscoli precedenti pubblicati dai Curtis suggerivano di combinare la loro crema con burro di arachidi o di mangiarla su panini con noci od olive tritate.
Nel frattempo, la scarsità di zucchero durante la prima guerra mondiale incise negativamente sulle vendite della Marshmallow Creme. Per tale ragione, nel 1920, Archibald Query vendette la sua ricetta a H. Allen Durkee e Fred L. Mower di Swampscott, che iniziarono a distribuire il prodotto attraverso la loro azienda Durkee-Mower Inc. I due imprenditori ribattezzarono il prodotto Toot Sweet Marshmallow Fluff e la Durkee-Mower continuò a vendere il prodotto con il nome Marshmallow Fluff fino ai giorni nostri. Il sandwich fatto con burro di arachidi e crema al gusto di marshmallow continuò a essere mangiato, ma non venne mai chiamato Fluffernutter fino agli anni sessanta, quando una ditta pubblicitaria Durkee-Mower utilizzò tale termine per promuovere il panino in maniera più efficace. Fluffernutter è un marchio registrato della Durkee-Mower, sebbene le registrazioni del marchio negli Stati Uniti della società per il termine coprano solo il gelato e le ricette stampate. Nel marzo del 2006, la Durkee-Mower citò la Williams-Sonoma nella Corte distrettuale degli Stati Uniti per il distretto del Massachusetts, sostenendo che quest'ultima avrebbe violato il suo marchio vendendo un marshmallow e un burro di arachidi ricoperto di cioccolato con il nome Fluffernutter.

## Controversie

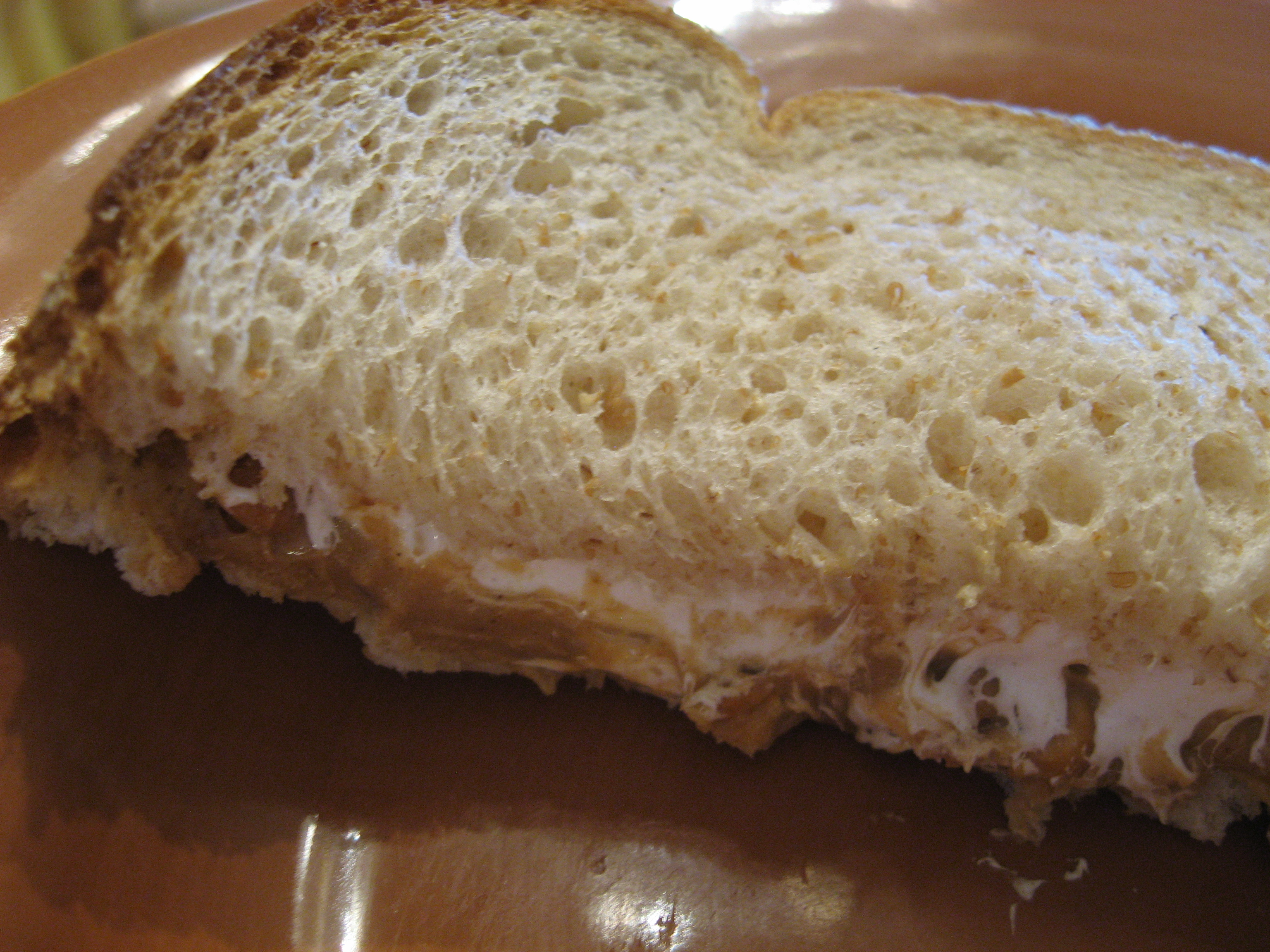
Un fluffernutter tagliato a metà

Il panino al gusto di burro di arachidi e marshmallow viene considerato da molti un cibo spazzatura e il termine "fluffernutter" è stato utilizzato in alcune circostanze in modo dispregiativo per descrivere qualcosa di privo di sostanza e di valore culturale minimo o nullo. Alcuni scrittori e giornalisti considerano il panino e la crema al gusto di marshmallow come fonte di nostalgia dell'infanzia e orgoglio regionale.
Nel giugno 2006, il senatore dello Stato del Massachusetts Jarrett Barrios fece parlare di sé in tutti gli USA quando propose una legislazione che limitasse la fornitura di fluffernutter nelle scuole pubbliche. Quando venne a sapere che suo figlio veniva nutrito tutti i giorni con panini fluffernutter presso la sua scuola elementare pubblica di Cambridge, Barrios presentò un emendamento a una legge per limitare il servizio di fluffernutter nelle scuole pubbliche del Massachusetts una sola volta alla settimana. La proposta fu criticata come esempio di legislazione banale ed eccessivamente intrusiva, mentre i sostenitori di Barrios sottolinearono le preoccupazioni sul problema dell'obesità infantile. Tra le persone che difendevano i fluffernutter vi era la rappresentante dello Stato del Massachusetts, Kathi-Anne Reinstein, il cui distretto di Revere era vicino a Lynn, dove viene prodotta la Marshmallow Fluff. Sosteneva di avere l'intenzione di "combattere fino alla morte per il Fluff" e di voler sostenere una legislazione che avrebbe reso il fluffernutter il sandwich ufficiale dello stato. La misura fallì e Reinstein tentò nuovamente e senza successo di ufficializzare il panino nel 2009.

## Nella cultura di massa
Somerville tiene un festival annuale chiamato What the Fluff? dedicato interamente ai fluffernutter e alla crema Fluff. Il festival intrattiene i partecipanti con concerti, arte visiva, giochi e un concorso di cucina.
L'8 ottobre viene festeggiato il National Fluffernutter Day.